# Борисов, Григорий Васильевич
Григорий Васильевич Борисов — советский хозяйственный, государственный и политический деятель.

## Биография
Родился в 1925 году на территории современной Рязанской области. Член КПСС.
Окончил МАТИ.
До 1962 — слесарь, токарь авиационного завода, работник отдела главного технолога, заместитель начальника, начальник механосборочного цеха, заместитель главного инженера завода «Динамо».
В 1962—1964 — директор Всесоюзного научно-исследовательского и проектно-технологического института кранового и тягового электрооборудования.
В 1964—1972 — директор завода «Памяти революции 1905 года».
В 1972—1985 — председатель исполнительного комитета Краснопресненского Совета депутатов трудящихся города Москвы.
Делегат XXV и XXVI съездов КПСС.
Умер в Москве в 2002 году. Похоронен на Ваганьковском кладбище.

## Награды
- Орден Дружбы народов (14.11.1980)